# I Don't Want to Do It
Singles de George Harrison
Dream Away
(1983) Shanghai Surprise
(1986)
I Don't Want to Do It est une chanson écrite et composée par Bob Dylan en 1968 et était peu connue jusqu'à la parution de la première version de George Harrison en mars 1985. La chanson marquait la première nouvelle sortie de Harrison depuis plus de trois ans avec l'album Gone Troppo en novembre 1982. Harrison a enregistré la chanson à Los Angeles en novembre 1984, avec Dave Edmunds, qui supervisait les contributions musicales d'un certain nombre d'artistes différents pour la bande originale du film Porky's Contre-Attaque (Porky's Revenge). L'album de la bande originale est sorti sur Columbia Records en Amérique le 18 mars 1985, suivi d'une sortie britannique le 28 juin. En tant que single américain de l'album, sorti le 22 avril, Columbia a sélectionné "I Don't Want to Do It", soutenu par "Queen of the Hop" de Edmunds. La version single se distingue par un solo de guitare de Harrison, tandis que le mix choisi pour le film présente plutôt un solo d'orgue de Chuck Leavell.
Une démo de la chanson, enregistrée avant les sessions du triple album de Harrison en 1970, All Things Must Pass, peut être trouvée sur des bootlegs tels que Beware of ABKCO ! et 12 Arnold Grove. Cette première version était restée officiellement inédite jusqu'à son apparition dans le coffret 50e anniversaire de All Things Must Pass le 6 août 2021.
En 2009, la version de Porky's Revenge de la chanson a été remasterisée par Giles Martin et Dave Edmunds pour être incluse sur l'album de compilation Let It Roll: Songs by George Harrison.

## Réception
Cash Box a décrit le single comme "un arrangement rock précoce assez traditionnel de ce joyau de Bob Dylan récemment redécouvert".